# الدر فارما
الدر فارما (انگلیسی: Elder Pharma) شرکت داروسازی هندی است، که در سال ۱۹۸۹ تأسیس شد.